# Петар Трмчић
Петар Трмчић — „ПиТ“  (Аљиновићи, општина Пријепоље, 7. јануар 1938) југословенски је и српски пуковник у пензији, друштвено-политички радник, посланик, књижевник на пољу прозе, поезије и афоризама, као и карикатуриста. Учесник је одбрамбених ратова 1990-их.

## Биографија
Детињство је провео и основну школу завршио у родном селу Аљиновићи. Нижу и вишу гимназију завршио у Новој Вароши. Завршио је Војну академију у Београду. Школу за усавршавање официра завршио је у Сарајеву, а Командно-штабну академију и Школу народне одбране у Београду.
Службовао је у више гарнизона СФР Југославије и Србије. Објављивао је стручне радове у војним часописима као што су Војно дело, Позадина и други. Обављао разне командне, логистичке, политичко-партијске и управљачке дужности, почев од командира вода, начелника службе у оперативним саставима, помоћника команданта за позадину у оперативно стратегијским саставима до помоћника министра одбране у Влади Републике Србије.
У току војне службе био је посланик у Скупштини Републике Македоније, одборник у скупштинама општина Ниш и Нови Београд. Још у СФРЈ, као друштвено-политички радник, залагао се против сепаратизма на простору Србије. Живи са породицом у Новом Београду, где је ангажован и на локалном урбанистичком активизму.

## Уметнички рад
Петар Трмчић је од почетка 1960-их у јавности присутан као књижевник, у дневној штампи и најважнијим часописима, претежно преко хуморески, родољубивих и општих поема, дечијих песама и афоризама. Објављиван је, понекад под псеудонимом „ПиТ“ у Јежу, Нину, Фронту, Армији, Тик-Таку и другим листовима, као и у аудио облику, на грамофонским плочама.
Има две објављене књиге. За незаборав представља једну од најобимнијих српских поема, где је аутор током рада од тридесетак година фабулу романа Српска трилогија Стевана Јаковљевића препевао у 5.482 стиха. Објавио је и мелодрамски социолошко-психолошки роман Сломљена ружа.
У припреми су му следеће књиге, делом сабране из периодике током 60 година рада, делом необјављена грађа: Хуморизовање духа (хумореске, око 300 наслова); Песме мога живота (135); Распеванка (дечје песме, 167 наслова); Песме за срце и душу (98); Косовска битка (поетска реконструкција историјских збивања); и Афоризми (преко 4.200 афоризама).
Трмчић је деценијама био и карикатуриста, претежно на војне теме, објављујући у војној штампи и часописима. Имао је две самосталне изложбе у Пријепољу и Новој Вароши, а учествовао је и на више групних изложби, на националним и интернационалним салонима.

## Објављене књиге
- Трмчић, Петар (2020): Сломљена ружа. (Роман) Београд: П. Трмчић.
- Трмчић, Петар (2020): За незаборав: препевани роман Српска трилогија Стефана Јаковљевића: [трилогијска поема]. Београд: П. Трмчић.